# Lupalilo
Lupalilo è una circoscrizione mista (mixed ward) della Tanzania situata nel distretto di Makete, regione di Njombe. Conta una popolazione di 4 527 abitanti (censimento 2012).